# Tosa (pueblo)
Tosa (土佐町 Tosa-chō?) es un pueblo localizado en la prefectura de Kōchi, Japón. En junio de 2019 tenía una población estimada de 3.756 habitantes y una densidad de población de 17,7 personas por km². Su área total es de 212,13 km².

## Geografía

### Localidades circundantes
- Prefectura de Kōchi
  - Ino
  - Kōchi
  - Motoyama
  - Nankoku
  - Ōkawa
- Prefectura de Ehime
  - Shikokuchūō

## Demografía
Según los datos del censo japonés, esta es la población de Tosa en los últimos años.
| 1995  | 2000  | 2005  | 2010  | 2015  |
| ----- | ----- | ----- | ----- | ----- |
| 5.292 | 5.035 | 4.632 | 4.358 | 3.997 |